# Albánia szobrászata

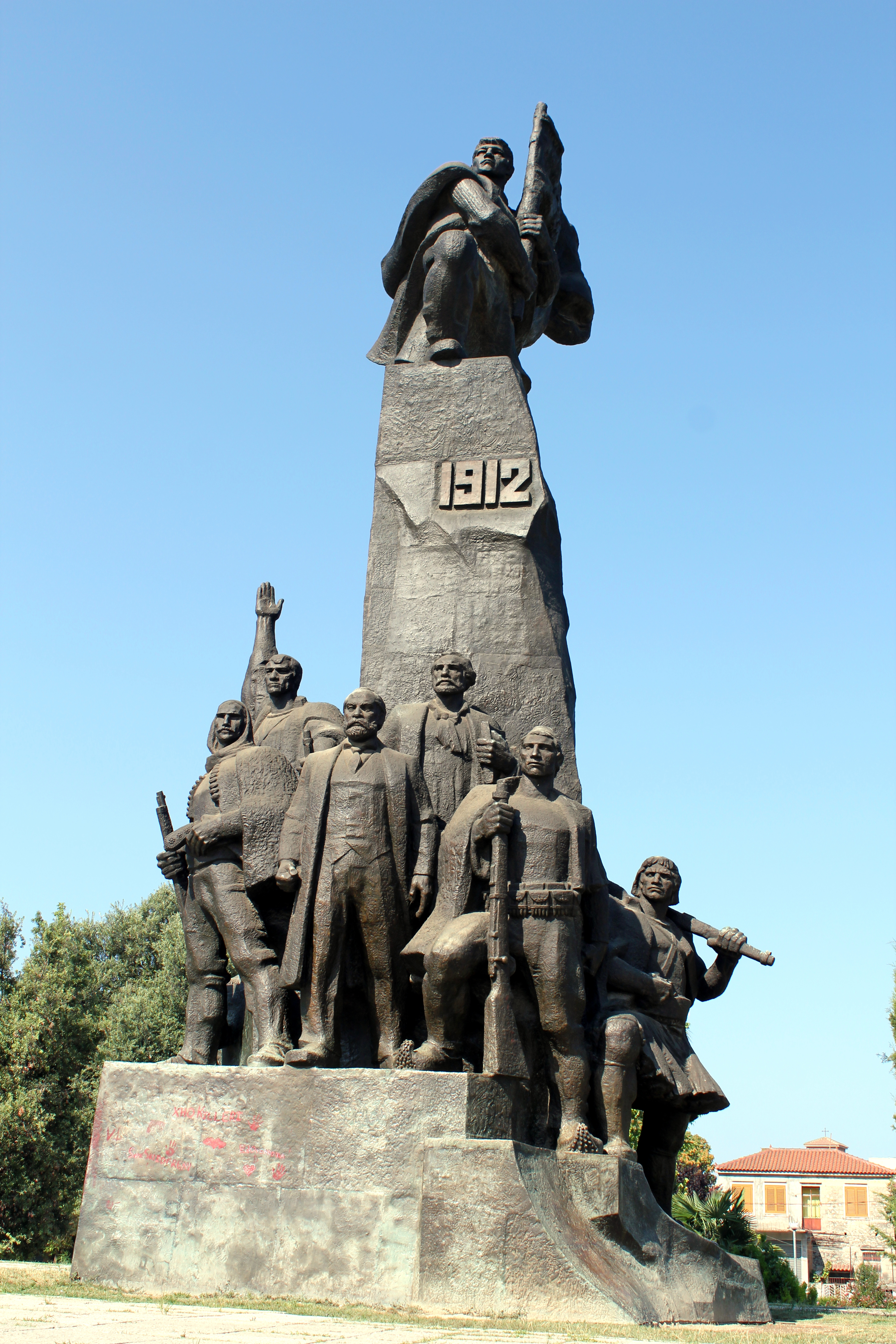
A vlorai Függetlenségi emlékmű (1972)

A mai Albánia területén a bizánci időkben a vidék korábban gazdag, hellenisztikus gyökerű szobrászata elenyészett, betudható ez annak, hogy a bizánci esztétika nem támogatta a műfajt. A 19. század végén, a nemzeti romantikus Rilindja mozgalom kibontakozása tette lehetővé az albán szobrászművészet kialakulását. Az első jelentős szobrászegyéniségként Murat Toptanit tartják számon, aki hazafias jellegű műveivel, különösen két Szkander bég mellszobrával írta be nevét az albán művészettörténetbe. Pár évtizeddel később kezdte pályáját a mindmáig meghatározó jelentőségű, az albán szobrászművészet megteremtőjeként tisztelt Odhise Paskali. Ő volt az első monumentális köztéri művek megalkotója (Luftëtari kombëtar, ’A nemzet harcosa’, Korça, 1932; Flamurtari, ’A zászlóvivő’, Vlora, 1932; Skënderbeu, ’Szkander bég’, Kukës, 1939).
A második világháború utáni Hoxha-korszakban a többi művészeti ághoz hasonlóan a szobrászatot is a szocialista realizmus egyedül érvényes zsinórmértékéhez igazították. Az állami megrendelések kedveztek a monumentális szobrászatnak, a korszak végére szobrok százai népesítették be az ország tereit és parkjait. Az első nagyobb pályázatot 1948-ban a nagy nemzeti hős, Szkander bég elkészítendő emlékművére írták ki, amelyet végül Janaq Paço, a szocialista realizmus egyik vezéralakja nyert meg (szobrát csak 1959-ben leplezték le Kruja városában). Paço mellett a kommunista korszak elismert szobrászai voltak Shaban Hadëri, Muntaz Dhrami és Kristina Koljaka, de a művészi függetlenségüket többé-kevésbé megtartó művészek között tarthatjuk számon Odhise Paskali mellett Halim Beqirajt, Kristo Krisikót és Dhimo Gogollarit. A korszak legjellemzőbb köztéri szobra Szkander bég másik lovas szobra Tirana főterén (O. Paskali, J. Paço, A. Mano, 1968) és a Függetlenségi emlékmű Vlorában (K. Rama, M. Dhrami, Sh. Hadëri, 1972). Az albán szobrászok a festőkkel egységbe tömörülve 1952-ben megalakították a Művészek Testületét (Lidhja e Artistëve), és még mielőtt 1960-ban elindult volna a képzés a Művészeti Főiskolán (Instituti i Lartë i Arteve), Janaq Paço már 1946-ban Tiranában megalapította a Jordan Misja Művészeti Líceumot (Liceu Artistik „Jordan Misja”), ahol több későbbi szobrász kezdte meg tanulmányait (például Hadëri, Dhrami, Beqiraj, Gogollari).
Napjaink népszerű albán szobrászai Pjeter Vukaj, Genc Mulliqi, Genti Tavanxhiu és a Xhixha fivérek, Helidon és Ilirian.